# ナウルの歴史

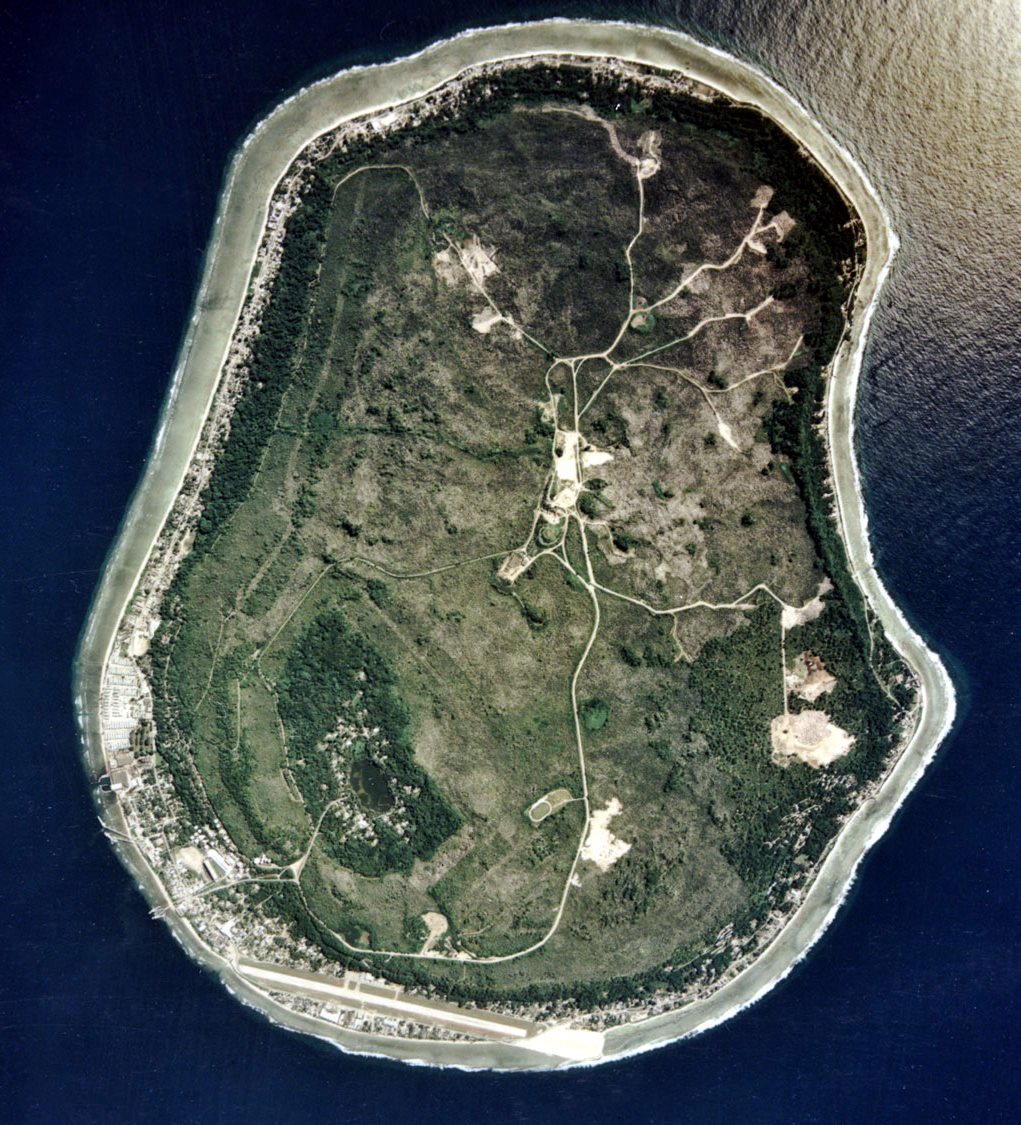
ナウル島の衛星写真

本稿では、ナウルの歴史（ナウルのれきし）について述べる。

## 先史時代
ナウル人がナウル島に渡来した時期は考古学・言語学の調査が十分に行われていないため詳細は不明だが、紀元前2000年頃に西方からカヌーによって行われたと推測されている。そのため近隣のマーシャル諸島やキリバスと同系統のミクロネシア系の文化を持つ社会が存在していたとされる。またメラネシア系文化の影響も多分に受けており、古代にメラネシアとの交渉があったと推測されている。地元の口承によれば、数次にわたり異なる方角から別々の集団が渡来してきたという。

## 近代

### ヨーロッパ人との接触

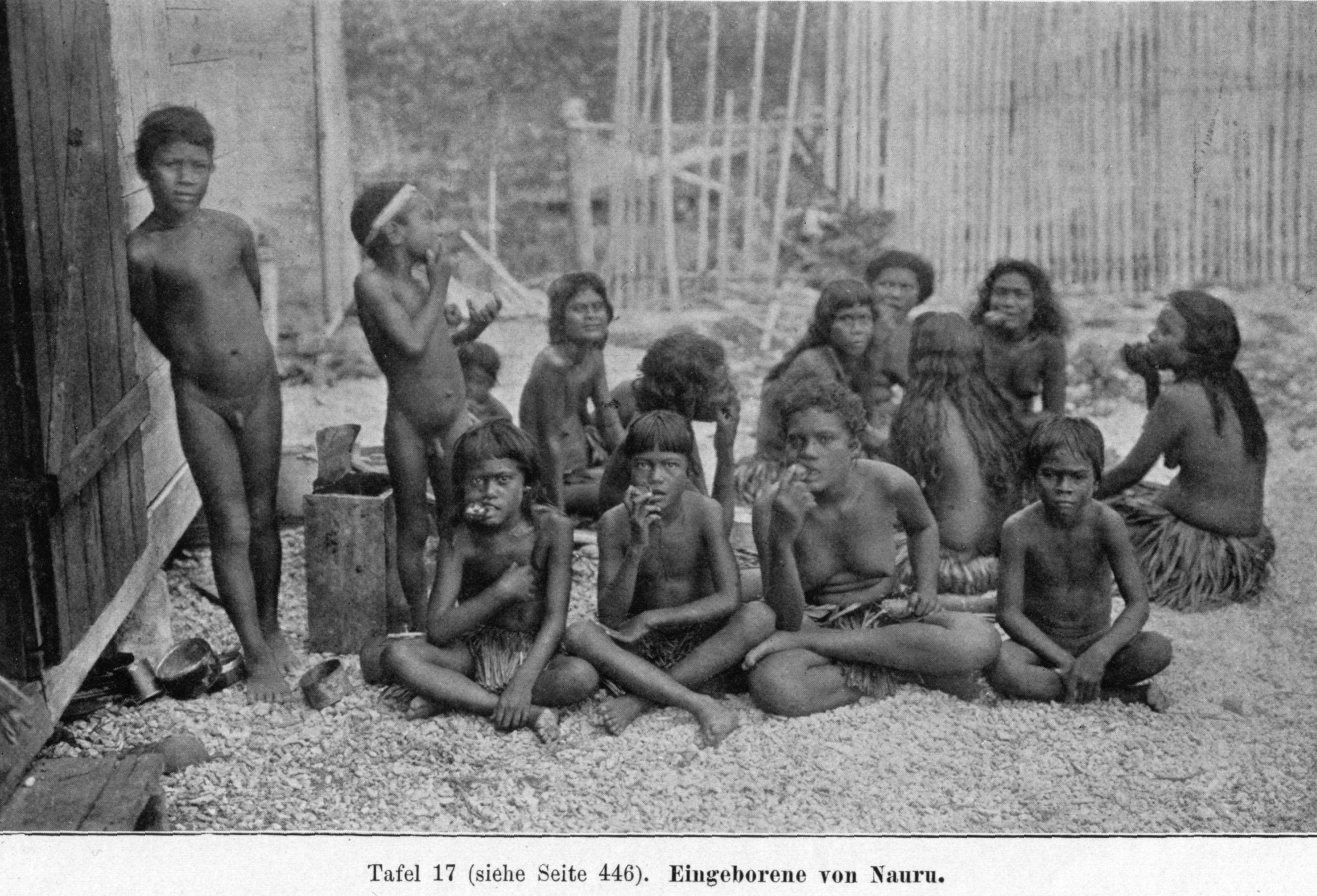
1896年の写真

1798年にイギリスの捕鯨船ハンター号の船長ジョン・ファーンが来島し、島をプレザント島(Pleasant Island)と命名。その後1830年代と1840年代には、食料と水を求める捕鯨船やビーチコンバー（浮浪白人）と呼ばれる人々が島を訪れた。しかしビーチコンバーと島民は補給のために立ち寄った捕鯨船を度々襲撃し、捕鯨船は島に近づかなくなった。1852年には大砲の購入を巡って揉めた末に島民がアメリカの軍艦のインダ号を拿捕し、船長と乗組員を殺害している。
1870年代末に結婚式の席で発生した射殺事件がきっかけとなって部族間の紛争が勃発し、10年近く継続した。当時多くの武器が島内に出回っており、これらはヨーロッパ人が置いていったものだった。島の人口は1000人以下に減少してしまった。
1888年10月1日にドイツは36名の兵士を島に送り込み、ビーチコンバーのウィリアム・ハリスによる仲介で住民を武装解除した。

### 植民地時代

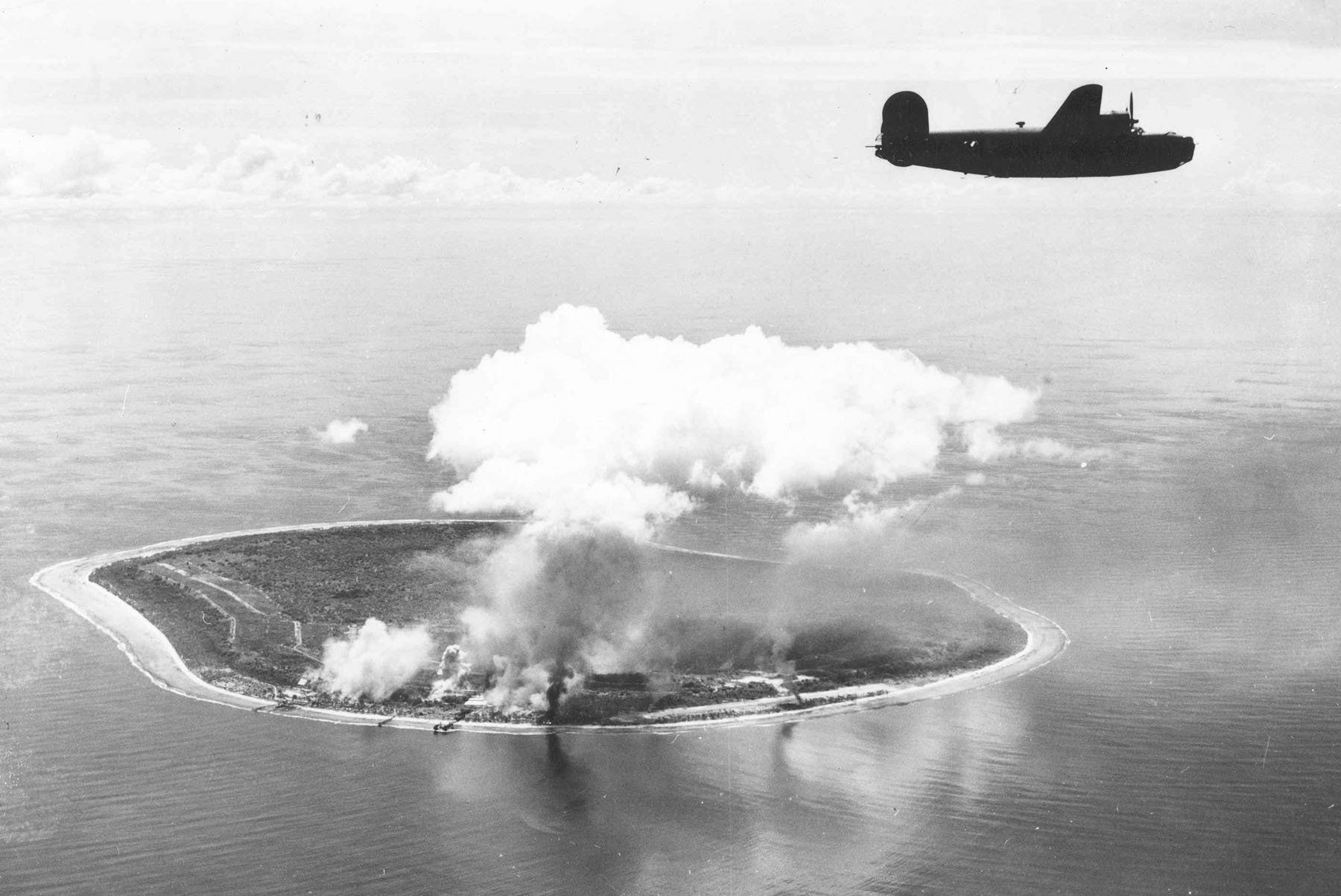
アメリカ陸軍航空隊の爆撃を受けるナウルの日本軍飛行場

1888年4月にドイツの保護領となる。1899年にニュージーランドの地質学者アルバート・エリスがリン鉱石の鉱床を発見する。ドイツは採掘権をイギリス資本の太平洋リン鉱石会社（パシフィック・フォスフェート・カンパニー）に与え、1907年に採掘が開始された。
第一次世界大戦でイギリスがドイツに宣戦布告したことで1914年11月にオーストラリア軍はナウル島を占領し、戦後の1920年にはイギリス・オーストラリア・ニュージーランドの3国を施政国として国際連盟委任統治領となった。同時に3国は太平洋燐鉱石会社の採掘権を350万ポンドで買収し、イギリス燐鉱石委員会（ブリティッシュ・フォスフェート委員会）と呼ばれる機関で採掘することとなった。
第二次世界大戦が始まり、1940年12月にドイツ軍がリン鉱石を積んだ貨物船を撃沈した。また1941年12月には日本軍の攻撃で採掘施設や住宅が破壊された。1942年8月に日本軍がナウル島を占領。1200人の島民がトラック諸島に移住させられ、多くの島民が死亡した。また、日本軍がハンセン病患者を別の島に移送すると偽って殺害した事実も明らかになっている。ナウルの人口は1940年の1848人から1946年には1369人に減少した。
第二次世界大戦後の1947年には再びイギリス・オーストラリア・ニュージーランドの3国を施政国として国際連合信託統治領となった。
1927年以来ナウルに存在した統治国に対するナウル人による諮問機関であった首長評議会が西洋化され、地方政府評議会("Nauru Local Government Council")が1951年に発足し、ハマー・デロバートがトップに就任した。これは首長評議会の権限が限定的なものであったため、行政当局及び国連の信託統治理事会に自治の要求が繰り返されたことによるものである。しかし依然として行政当局の権限が強かったため自治権の拡大を求める運動が続いた。
1963年または1964年には、島民をクイーンズランド州に近いカーティス島に移住させる計画をオーストラリアが提案したが、実現しなかった。

## 独立後
1966年には信託統治理事会の支持を得て公選制による住民議会が発足し内政自治を獲得、1968年1月31日には独立してイギリス連邦に加入した。
1980年代にはリン鉱石の輸出で得た莫大な収入により、公共料金や税金は無料というように太平洋地域で最も高い生活水準を誇った。リン鉱石の枯渇に備えて政府は利益を基金化し、太平洋各地に不動産資産を保有するなど投資も行っていたが、放漫経営や詐欺被害によって莫大な損失を出すこととなった。その後のリン鉱石の枯渇によって政府は深刻な財政危機に瀕することとなる。
2001年9月に発生したタンパ号事件を受けて、ナウルは難民の審査と収容を引き受けることでオーストラリアと合意した。危機的な経済状況にあるナウルは、難民収容施設を2か所開設するのと引き換えにオーストラリアから経済援助を受けることとなった。しかし収容の長期化に対して難民が2003年末にハンガーストライキなどで抗議を行ったことで、国際社会から非難が集まった。2007年にオーストラリアで労働党のケビン・ラッド政権が成立すると、新政権は収容所の閉鎖を決定し、収容所は2008年に閉鎖された。しかし2012年には収容施設を再開しオーストラリアの援助と引き換えに難民を受け入れている。